# Cockfighter
Pour plus de détails, voir Fiche technique et Distribution.
Cockfighter est un film américain réalisé par Monte Hellman, sorti en 1974. C'est l'adaptation du roman du même nom de Charles Willeford publié en 1962.

## Synopsis
Frank Mansfield est un passionné de combat de coqs. 
Après un pari perdu, il se voit contraint de céder à Jack Burke sa voiture et sa caravane, et aussi de lui abandonner sa petite amie Dody.
Face à Jack Burke, il avait déjà perdu son meilleur coq de combat dans une chambre d'hôtel à l'issue d'un défi auquel l'avait poussé sa propension à fanfaronner. Depuis il a décidé de faire vœu de silence jusqu'à la victoire prochaine de l'un de ses volatiles dans un championnat. 
Après un bref retour chez lui où il croise son frère Randall et sa belle-soeur Frances, puis une ex petite amie Mary Elizabeth, il revient aux combats de coqs en s'associant avec Omar Baradansky. Objectif : le championnat de Milledgeville ...

## Fiche technique
- Titre français : Cockfighter
- Réalisation : Monte Hellman
- Scénario : Charles Willeford d'après son propre roman
- Musique : Michael Franks
- Pays d'origine : États-Unis
- Format : Couleurs - 35 mm - 1,33:1 - Mono
- Genre : drame
- Durée : 83 minutes
- Date de sortie : 1974

## Distribution
- Warren Oates : Frank Mansfield
- Richard B. Shull (en) : Omar Baradansky
- Harry Dean Stanton : Jack Burke
- Laurie Bird : Dody White
- Patricia Pearcy (en) : Mary Elizabeth
- Troy Donahue : Randall Mansfield, frère de Frank
- Millie Perkins : Frances Mansfield, belle-soeur de Frank
- Charles Willeford : Ed Middleton
- Warren Finnerty : Sanders
- Robert Earl Jones : Buford
- Ed Begley Jr. : Tom Peeples
- Tom Spratley : Milam Peeples, père de Tom
- Steve Railsback : Junior Hollenbeck
- Pete Munro : Packard
- Kermit Echols : Fred Reed